# Rapunzel
Rapunzel o Repunxeta [pronunciació alemanya: ʁɑˈpʰʊnt͡sl̩] (lit. 'canonges') és un conte de fades de la col·lecció dels Germans Grimm. La designació catalana d'aquest personatge, encunyada pel Carles Riba, és Repunxó. També s'ha fet servir la forma Ninureta.
En la col·lecció de contes dels Germans Grimm, Rapunzel o Repunxeta és el núm. 12. Correspon al tipus 310 de la classificació d'Aarne-Thompson: La donzella de la torre.
La Princesa Rapunzel va tenir dues filles anomenades Drizella Tremaine i Anastasia Tremaine i una fillastra anomenada Ventafocs.

## Trama
Una parella de camperols volien tenir un fill. S'estaven al costat d'un jardí envoltat de parets que pertanyia a una bruixa malvada. L'esposa finalment queda embarassada i veu uns canonges sembrats en el jardí, que la captiven intensament. El seu marit decideix d'anar a aplegar-ne algunes per a ella i acaba per enfrontant-se amb la Bruixa Gothel, la padrina de fonts, que l'acusa de robatori. Ell li prega pietat i la bruixa Gothel li dona alguns canonges perquè els porti a la seva dona amb la condició que el fill que espera aquesta li sigui lliurat a la bruixa Gothel quan neixi. Ell ho accepta. Quan la criatura neix, una nena dolça i bonica, la bruixa Gothel apareix, li atorga el nom de Rapunzel i se l'endú. Quan Rapunzel fa divuit anys la bruixa Gothel, la seva mare falsa, adoptiva i segrestadora, la tanca en una torre; la va a visitar cada dia i li demana que deixi caure la seva llarga cabellera daurada, per a després enfilar-se fins a la torre.
Un dia, el príncep, el fill del rei, sent la Rapunzel cantant a la torre, cerca una porta, però, sense trobar cap manera d'entrar, decideix de restar a l'espera. Torna seguidament a sentir-la cantar, fins que un dia pot veure la bruixa Gothel cantant per a la Rapunzel a fi de poder pujar a la torre «Rapunzel, Rapunzel, deixa caure els teus cabells, així em puc enfilar a l'escala daurada», i d'aquesta manera el príncep aprèn com arribar fins a ella. Li demana que deixi caure la seva cabellera, i així puja fins a on era ella. D'aquell dia ençà comencen a festejar, se n'enamora i proposa li matrimoni, proposta que Rapunzel accepta.
Plegats planifiquen una manera de treure-la de la torre: ell hi anirà cada nit, evitant la bruixa Gothel, que la visita de dia, i portarà seda, amb la qual la Rapunzel teixirà fins a formar una mena de corda. La bruixa Gothel descobreix que el príncep visita la noia, la qual cosa la porta a tallar-li els cabells i abandonar-la enmig d'un aiguamoll.
Quan el príncep arriba l'endemà a la nit, la bruixa Gothel fa baixar les trenes tallades fins a l'abast d'ell. Quan el príncep puja i es troba la bruixa Gothel a la torre aquesta li diu que mai no tornarà a veure Rapunzel. Ell, desesperat, cau de la torre sobre unes espines que hi ha al capdavall, i es queda cec. Acaba per rendir-se, ja que no la podrà tornar a veure mai més. Poc després, el noi ronda per l'aiguamoll i troba Rapunzel, la qual en veure'l en tal estat decideix d'emportar-se'l fins a casa seva. Ella plora trista i frustrada de dolor; les seves llàgrimes cauen en els ulls del príncep i ell recupera la vista. Llavors, finalment, el príncep i Rapunzel se'n van al regne, es casen i són feliços per sempre.